# Condicio sine qua non
Condicio sine qua non è una frase latina, dal significato: "condizione senza la quale non si può verificare un evento" (letteralmente: "condizione senza la quale non"). La frase è generalmente usata per indicare un vincolo considerato irrinunciabile: ad esempio, "Condicio sine qua non perché io accetti la presidenza è che gli attuali candidati si ritirino".

## Descrizione
La locuzione è diffusa anche in ambito legale, quando a qualche contratto, atto o scrittura in genere, si appone una clausola, una condizione, con l'aggiunta "sine qua, non", cioè condizione e clausola essenziale, senza la cui osservanza il contratto o atto stesso diventa nullo.
In materia di diritto penale l'espressione condicio sine qua non identifica una teoria, detta anche teoria della equivalenza delle condizioni, formulata da Neil e integrata dal noto criminalista tedesco Maximilian von Buri nel 1873, secondo cui è causa di un evento ogni antecedente senza il quale, alla stregua di una valutazione ex post, l'evento stesso non si sarebbe verificato.
Ad esempio è tipica dei teoremi o delle dimostrazioni in matematica dove viene spesso data una condizione necessaria, sufficiente o non sufficiente, per l'accettazione dell'enunciato e la sua verifica.

## Utilizzo nella cultura di massa
- Renato Dall'Ara, presidente del Bologna dal 1934 al 1964, era solito usare il latino, talvolta scorrettamente. È rimasta storica una sua frase: «E si ricordi per ogni evenienza sine qua non, siamo qua noi!» (potrebbe aver voluto scherzosamente usare un latino "maccheronico").
- Davide Paolini, giornalista e conduttore del programma Il gastronauta su Radio 24 saluta sempre con la frase sine qua non, ma con scherzoso riferimento al modo con cui l'aveva usato Renato Dall'Ara e non nel suo significato latino.